# Jikanští Nuerové

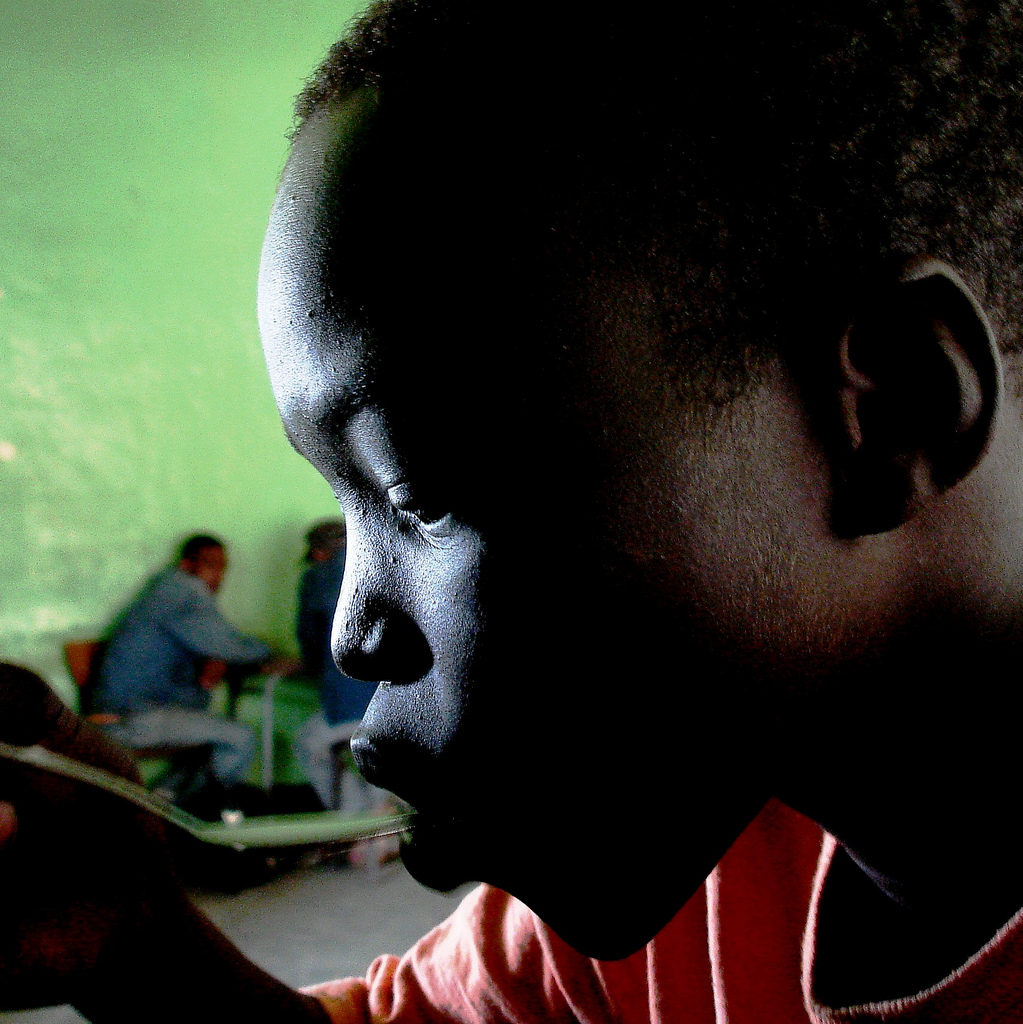
Nuerský chlapec

Jikanští Nuerové je kmen, jenž je součástí kmene Nuerů. Žijí hlavně ve východní části Horního Nilu, především tedy v okolí města Nasir. Během Druhé súdánské občanské válce utrpěli Jikanští Nuerové hodně ztrát.